# Wilhelm Menne
Wilhelm Menne   (Würzburg, 11 d'agost de 1910 - Trenčín, 27 de març de 1945), també conegut com a Willi Menne, fou un remer alemany que va competir durant la dècada de 1930.
El 1936 va prendre part en els Jocs Olímpics de Berlín, on guanyà la medalla d'or en la prova del quatre sense timoner del programa de rem. Formà equip amb Rudolf Eckstein, Anton Rom i Martin Karl.
En el seu palmarès també destaquen dues medalles d'or al Campionat d'Europa de rem, una en el quatre sense timoner de 1934, i una altra en el quatre amb timoner de 1935.
Va morir al camp de batalla mentre lluitava a Eslovàquia durant la Segona Guerra Mundial.